# 스토리 오브 와인
"스토리오브와인"(Story of wine)는 2008년 11월, IPTV를 통해 배급된 대한민국의 영화이다. 이철하 감독의 작품으로 이기우, 박그리나, 마르코, 서현진, 노민우 등이 출연했다.
소녀시대, 써니의 '이제서야'라는 곡이 주제가이고, OST는 2009년 봄 뒤늦게 발매되었다.
한국 최초 와인 영화이자 인터렉티브 영화이다.
2009년 미국 소노마 국제영화제 및 필라델피아 아시아 영화제에 초청, 상영되었다.
현재 강남역에 와인바로 있는 "스토리 오브 와인"의 실제 배경을 재 구성한 영화이다.

## 제작진
- 각본/감독: 이철하
- 프로덕션 디자이너: 장재진
- 촬영감독: 김민
- 음악: 최용락, 노민우
- 편집: 이진

## 배우
- 이기우 - 민성 역
- 박그리나 - 화연 역
- 서현진 - 진주 역
- 마르코 - 혁준 역
- 노민우 - 택진 역
- 인호진 - 승수 역
- 조재윤 - 순데렐라 역
- 스윗 소로우 - 우정출연

## 참조
1. ↑  노민우 디지털 미니앨범 '스토리 오브 와인', "아시아경제", 2009.03.05.
2. ↑  와인 향기에 취한 TV와 스크린, "PD저널", 2008.11.26.
3. ↑  '줄거리를 내 마음대로' IPTV용 쌍방향 영화 등장, "연합뉴스", 2008.09.21.
4. ↑  ‘스토리오브와인’ 소노마 국제영화제 초청, "뉴스엔", 2009.03.12.